# Operation Pacific Haven / Quick Transit
In der Operation Pacific Haven / Quick Transit wurden im Herbst des Jahres 1996 durch die United States Air Force etwa 6.500 Kurden in einer humanitären Aktion aus dem Irak evakuiert.
Anlass waren Kämpfe zwischen den beiden Kurdenorganisationen Patriotische Union Kurdistans (PUK) und Kurdische Demokratische Partei (KDP) im August 1996, in denen ein von den USA vermittelter Waffenstillstand gebrochen worden war. Im Verlauf der Kämpfe bat Masud Barzani, der Führer der KDP, am 31. August 1996 um die Hilfe von Saddam Husseins irakischer Armee. Die irakischen Truppen zerstörten die Stadt Erbil, die in der Flugverbotszone der Operation Provide Comfort lag und zuvor von der von der Islamischen Republik Iran unterstützten PUK beherrscht wurde. Das Eingreifen der irakischen Armee war Anlass zur Operation Desert Strike als Vergeltungsmaßnahme gegen die Truppen Saddam Husseins.
Darüber hinaus wurde die Operation Pacific Haven / Quick Transit gestartet, in der mit den Vereinigten Staaten verbündete Kurden aus dem Nordirak in mehreren Transporten über die Türkei und Guam in die Vereinigten Staaten evakuiert wurden. Die Operation wurde durch Truppen der Koalitionsverbände der Operation Provide Comfort unterstützt, die die gefährdeten Personen zunächst zum türkischen Militärflugplatz Incirlik Air Base ausflogen. Dort stiegen die Flüchtlinge in Flugzeuge nach Guam um, der Name Pacific Haven (pazifischer Hafen) bezeichnet die Andersen Air Force Base auf der Insel Guam. Die drei Evakuierungsphasen wurden als Quick Transit 1-3 bezeichnet und wurden im September, Oktober und Dezember 1996 durchgeführt.
| Quick Transit Name Teiloperation | Zeitraum                 | Zahl der ausgeflogenen Personen |
| -------------------------------- | ------------------------ | ------------------------------- |
| Quick Transit I                  | 15. – 18. September 1996 | 2.106                           |
| Quick Transit II                 | 15. – 22. Oktober 1996   | 604                             |
| Quick Transit III                | 7. – 13. Dezember 1996   | 3.783                           |
| Insgesamt                        |                          | 6.493                           |